# Goryphus nilamburensis
Goryphus nilamburensis là một loài tò vò trong họ Ichneumonidae.